# Herwig Röttl
Herwig Röttl, född 30 januari 1968, är en friidrottare från Österrike. Han deltog vid olympiska sommarspelen 1992 och olympiska sommarspelen 1996.